# Standard FC Bièvre
R. Standard FC Bièvre is een Belgische voetbalclub uit Bièvre. De club is aangesloten bij de KBVB met stamnummer 2593 en heeft zwart en wit als kleuren.

## Geschiedenis
De club sloot zich eind jaren 30 aan bij de Belgische Voetbalbond, waar men stamnummer 2593 kreeg. Bièvre bleef de rest van de eeuw in de provinciale reeksen spelen.
Bièvre klom op, bereikte Eerste Provinciale, maar bleef heen en waar gaan tussen de verschillende provinciale niveaus. Ook in de jaren 90 en in het begin van de 21ste eeuw ging de club enkele keren op en neer tussen Eerste en Tweede Provinciale. In 2008 promoveerde men via de eindronde voor een zoveelste keer naar Eerste Provinciale, en ook daar deed de club het nu goed. In 2010 haalde men er de provinciale eindronde, die men wist te winnen. Bièvre mocht zo dat seizoen naar de interprovinciale eindronde, maar daar werd na verlengingen verloren van Herk-de-Stad FC. Een seizoen later haalde men opnieuw de provinciale eindronde, die men weer won. In de provinciale eindronde werd ditmaal na verlengingen gewonnen van KVK Wellen en daarna van RJS Bas-Oha, waardoor de club voor het eerst promoveerde naar Vierde Klasse.

## Resultaten
| Seizoen | Klasse | Klasse | Klasse | Klasse | Klasse | Klasse | Klasse | Klasse | Klasse | Reeks                                                    | Punten                                                   | Opmerkingen                                              |
|         | I      | I      | II     | III    | IV     | P.I    | P.II   | P.III  | P.IV   |                                                          |                                                          |                                                          |
| ------- | ------ | ------ | ------ | ------ | ------ | ------ | ------ | ------ | ------ | -------------------------------------------------------- | -------------------------------------------------------- | -------------------------------------------------------- |
| 2007/08 |        |        |        |        |        |        |        |        |        | Tweede Prov. Namen                                       |                                                          |                                                          |
| 2008/09 |        |        |        |        |        | 7      |        |        |        | Eerste Prov. Namen                                       | 45                                                       |                                                          |
| 2009/10 |        |        |        |        |        | 4      |        |        |        | Eerste Prov. Namen                                       | 59                                                       |                                                          |
| 2010/11 |        |        |        |        |        | 2      |        |        |        | Eerste Prov. Namen                                       | 70                                                       | Winst in interprovinciale eindronde                      |
| 2011/12 |        |        |        |        | 11     |        |        |        |        | Vierde Klasse D                                          | 32                                                       |                                                          |
| 2012/13 |        |        |        |        | 15     |        |        |        |        | Vierde Klasse D                                          | 26                                                       |                                                          |
| 2013/14 |        |        |        |        |        | 2      |        |        |        | Eerste Prov. Namen                                       | 53                                                       |                                                          |
| 2014/15 |        |        |        |        |        | 8      |        |        |        | Eerste Prov. Namen                                       | 42                                                       |                                                          |
| 2015/16 |        |        |        |        |        | 14     |        |        |        | Eerste Prov. Namen                                       | 25                                                       |                                                          |
|         | 1A     | 1B     | 1Am    | 2Am    | 3Am    | P.I    | P.II   | P.III  | P.IV   | Vanaf 2016-17 zijn er 3 nationale en 2 regionale niveaus | Vanaf 2016-17 zijn er 3 nationale en 2 regionale niveaus | Vanaf 2016-17 zijn er 3 nationale en 2 regionale niveaus |
| 2016/17 |        |        |        |        |        |        | 4      |        |        | Tweede Prov. Namen B                                     | 64                                                       |                                                          |
| 2017/18 |        |        |        |        |        |        | 11     |        |        | Tweede Prov. Namen B                                     | 38                                                       |                                                          |
| 2018/19 |        |        |        |        |        |        | 14     |        |        | Tweede Prov. Namen B                                     | 27                                                       |                                                          |
| 2019/20 |        |        |        |        |        |        |        | 5      |        | Derde Prov. Namen A                                      | 41                                                       | Seizoen vroegtijdig gestopt door Covid-19                |
| 2020/21 |        |        |        |        |        |        |        | -      |        | Derde Prov. Namen C                                      | -                                                        | Seizoen geschrapt wegens Covid-19                        |
| 2021/22 |        |        |        |        |        |        |        | 4      |        | Derde Prov. Namen C                                      | 59                                                       |                                                          |
| 2022/23 |        |        |        |        |        |        |        | 7      |        | Derde Prov. Namen C                                      | 44                                                       |                                                          |
| 2023/24 |        |        |        |        |        |        |        | 7      |        | Derde Prov. Namen B                                      | 45                                                       |                                                          |
| 2024/25 |        |        |        |        |        |        |        | 5      |        | Derde Prov. Namen C                                      | 55                                                       |                                                          |
| 2025/26 |        |        |        |        |        |        |        |        |        | Derde Prov. Namen C                                      |                                                          |                                                          |